# Dżudajdat Faras
Dżudajdat Faras (arab. جديدة فرس) – wieś w Syrii, w muhafazie Aleppo, w dystrykcie Manbidż. W 2004 roku liczyła 1108 mieszkańców.